# Minuartia lanceolata
Minuartia lanceolata är en nejlikväxtart som först beskrevs av Carlo Allioni, och fick sitt nu gällande namn av Johannes Mattfeld. Minuartia lanceolata ingår i släktet nörlar, och familjen nejlikväxter. Inga underarter finns listade i Catalogue of Life.